# Dendronephthya agaricoides
Dendronephthya agaricoides är en korallart som beskrevs av Henderson 1909. Dendronephthya agaricoides ingår i släktet Dendronephthya och familjen Nephtheidae. Inga underarter finns listade i Catalogue of Life.